# Baleno
Baleno es un municipio filipino de cuarta clase, perteneciente a la provincia de Masbate, en la región de Bicolandia.

## Historia
Hacia mediados del siglo XIX, Baleno estaba adscrito a la comandancia de Masbate y Ticao; el lugar, del que por entonces dependía también el de Aroroy, tenía contabilizada una población de 1849 habitantes, repartidos en 308 casas. Aparece descrito en el primer volumen del Diccionario geográfico, estadístico, histórico de las Islas Filipinas (1850) de Manuel Buzeta Núñez y Felipe Bravo con las siguientes palabras:

BALENO: pueblo con cura y gobernadorcillo, en la isla de Masbate, dependiente en lo político-militar de la comandancia especial que forman esta isla y de Ticao; y en los ecl. de la dióc. de Nueva-Cáceres: se halla sit. en los 127° 7' 33" long., y los 12° 28' lat.; en terreno desigual, en la costa N. E. de la espresada isla, en la falda N. de un monte cuyo estremo penetra en el mar dando base al baluarte de Quinapuyan. Disfruta de buena ventilacion, y su clima es templado y saludable. Tiene con sus diferentes barrios o anejos como unas 308 casas de sencilla construccion como todas las del pais, distinguiéndose entre ellas la parroquial y la llamada tribunal ó de comunidad; hay escuela de primeras letras dotada de los fondos del comun, é igl. parr. de buena fábrica, servida por un clérigo indio. No lejos de la igl. se halla el cementerio que es capaz y ventilado. Comunicase este pueblo con Aroroy y Magdalena por medio de caminos regulares, y con los demas de la comandancia, sufriendos los obstáculos que durante la mayor parte del año suelen oponer las lluvias y monzones: recibe el correo en dias indeterminados. El term. confina por E. y N. E. con el mar; por N. O. con Aroroy, que se halla como á unas 2 leg.; por O. con el seno ó puerto de Barreras y los montes centrales de la isla, y por S. con Magdalena, dist. 1 ½ leg. al S. E. de la pobl.; poco dist. del pueblo se ve el baluarte del pueblo viejo, esto es del primitivo asiento del pueblo de Baleno, que se hallaba al S. E. del monte, cuya falda N. E. hoy ocupa. El terreno es bastante quebrado, y en sus montes se halla buena madera de construccion, caza mayor y menor, y miel y cera que depositan las abejas; las cañadas que tambien posee y sus valles son bastante fértiles; prod. arroz, maiz, trigo, cacao, caña dulce, algodon, abacá, cocos, mangas y toda clase de legumbres y frutas. La ind. se halla reducida al beneficio de los productos naturales y agrícolas, la adquisicion del oro por medio del lavado de las arenas, la caza y principalmente la pesca, que es un ramo interesante. Las mugeres se ocupan con especialidad en la fabricacion de varias telas de algodon y abacá. El com. consiste en la esportacion del sobrante de sus efectos naturales, agricolas y fabriles, siendo el principal la cera, que se lleva al mercado de Manila, y la compra de aquellos articulos que faltan en el pueblo, como el azúcal que no se sabe elaborar. pobl. 1,849 alm., 345 ½ trib., 8,637 rs. 17 mrs. vn.
(Buzeta y Bravo, 1850, pp. 332-333)

En 2020, tenía censados 28 855 habitantes.